# Roos Glacier
Roos Glacier är en glaciär i Antarktis. Den ligger i Västantarktis. Inget land gör anspråk på området. Roos Glacier ligger 1 193 meter över havet.
Terrängen runt Roos Glacier är kuperad åt nordväst, men åt sydost är den bergig. Trakten är obefolkad. Det finns inga samhällen i närheten. 